# Priozersk
Priozersk (rusky Приозе́рск, finsky Käkisalmi, švédsky Kexholm) je město v Leningradské oblasti v Ruské federaci. Při sčítání lidu v roce 2010 měl bezmála devatenáct tisíc obyvatel.

## Poloha a doprava
Priozersk leží na severovýchodě Karelské šíje u ústí Vuoksy do Ladožského jezera. Od Petrohradu, správního střediska Leningradské oblasti, je vzdálen přibližně 140 kilometrů severně.
Přes Priozersk vede železniční trať z petrohradského Finského nádraží do Chijtoly postavená v roce 1917.

## Dějiny
Zdejší Korelská pevnost je poprvé zmiňována v roce 1143, kdy se o tuto oblast vedly boje mezi Švédy a Rusy. Novgorodská republika zde postavila svou pevnost v roce 1310.